# Landivy
Landivy is een gemeente in het Franse departement Mayenne (regio Pays de la Loire). De plaats maakt deel uit van het arrondissement Mayenne. Landivy telde op 1 januari 2022 1.100 inwoners.

## Geografie
De oppervlakte van Landivy bedroeg op 1 januari 2022 28,54 vierkante kilometer; de bevolkingsdichtheid was toen 38,5 inwoners per km².

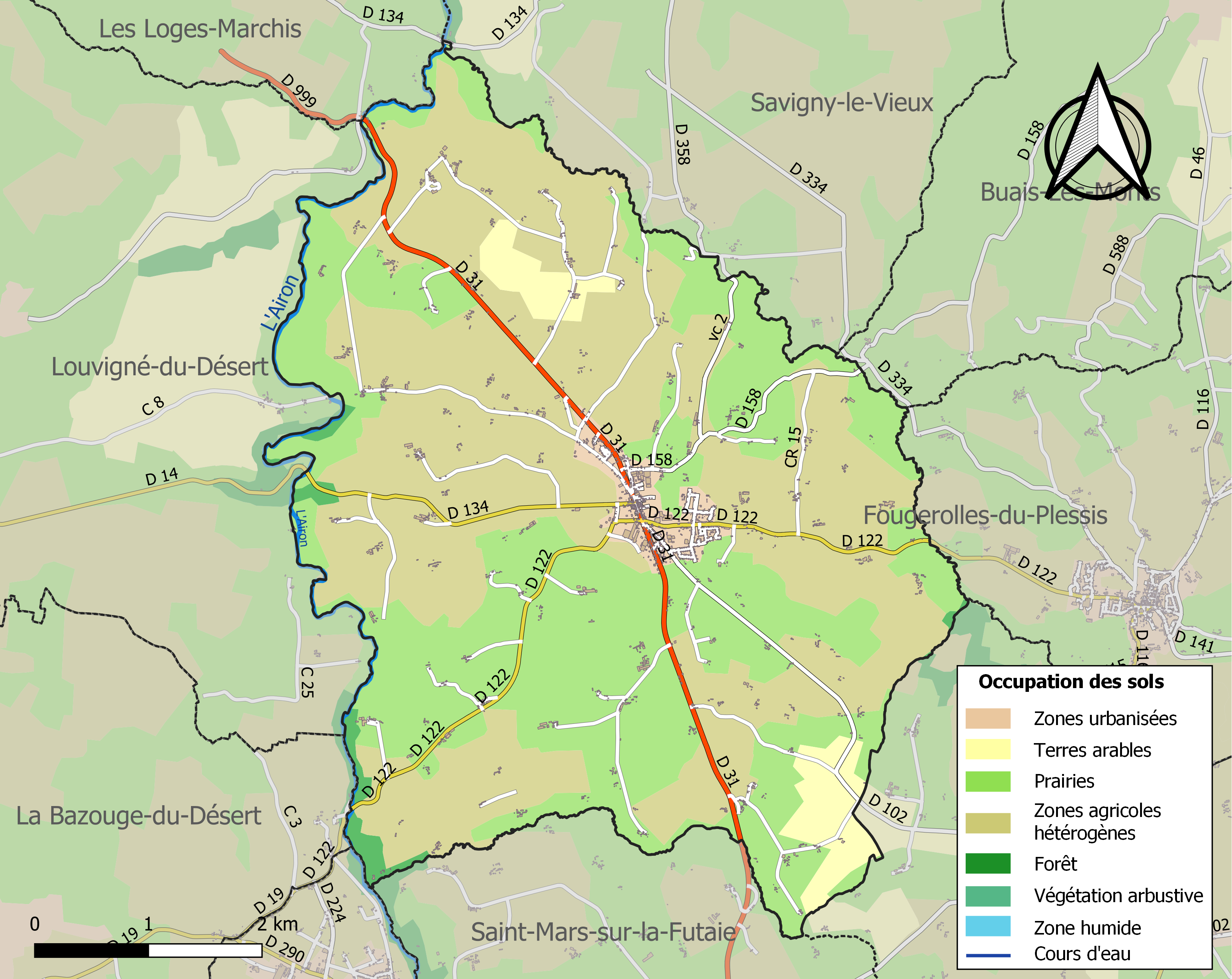
Kaart van de gemeente met de belangrijkste infrastructuur, bodemgebruik en omliggende gemeenten

## Demografie
Onderstaande figuur toont het verloop van het inwonertal (bron: INSEE-tellingen).